# Escola de Grallers de Sitges
L'Escola de Grallers de Sitges és una entitat creada el 1971 per Blai Fontanals i Argenter que potencia la música popular formant a nous grallers i fomentant la investigació sobre la gralla. El 2021 comptava amb 10 colles i 50 components i hi havien passat 600 aspirants.
El 2021 li fou concedida la creu de Sant Jordi «per la seva aportació en l’àmbit de la cultura popular catalana». L'exposició de motius afegia que «des dels seus inicis, l’any 1971, quan el dèficit de grallers era molt evident, han estat els grallers titulars d’alguns esbarts i d’algunes colles castelleres emblemàtics, com els Castellers de Vilafranca, la Colla Joves dels Xiquets de Valls, els Castellers de Barcelona i els Minyons de Terrassa».